# Jeskyně noci
Jeskyně noci (v anglickém originále „The Cave of Night“) je vědeckofantastická povídka amerického spisovatele Jamese Edwina Gunna, která vyšla poprvé v roce 1955 v časopise Galaxy. Česky vyšla ve sbírce Těžká planeta (Triton, 2005).
Pojednává o vyslání kosmického modulu s prvním astronautem na palubě na orbitu Země. Stane se však nehoda a první člověk ve vesmíru zůstane uvězněn na oběžné dráze. Je zorganizována mezinárodní pomoc, navázána spolupráce a veškeré úsilí je věnováno na jeho záchranu.

## Postavy
- nadporučík Reverdy L. McMillen III – první astronaut ve vesmíru
- generál Finch
- kapitán Frank Pickrell

## Děj
Do vesmíru je vyslána raketa s prvním člověkem na palubě, Reverdy L. McMillenem III (zkráceně Revem). Je to mimořádný úspěch americké vědy. Je však zastíněn nehodou, která způsobí, že se astronaut nemůže vrátit zpátky na Zemi. Raketové motory včas nevypnuly a Revovi nezbývá již palivo na brzdící manévr, který by modul nasměroval k sestupu zemskou atmosférou. Je odsouzen k věčnému obíhání mateřské planety. Na Zemi se to neobejde bez odezvy, je zorganizována mezinárodní spolupráce, shromážděn dostatek finančních prostředků a zahájena stavba dalších raket určených k záchraně. Lidé se zájmem naslouchají vysílání astronauta, který popisuje své zážitky z vesmíru, ačkoli sám nemůže přijímat zprávy ze Země. Tisk trefně vyjádřil astronautovu tísnivou situaci:
„V osm hodin večer, až zapadne slunce a obloha pohasne, vzhlédněte k nebi! Uvidíte člověka tam, kde ještě nikdo před ním nebyl. Je ztracen v jeskyni noci...“
Rev má po přerozdělení a uskromnění relativně dost potravin i vody, ale zásoba vzduchu vydrží maximálně 30 dní. Za tu dobu se horečně pracuje na výstavbě nových raket. Když jsou rakety postaveny a jedna z nich odstartuje, najde kapitán Frank Pickrell (astronaut-záchranář) na palubě modulu Reva již mrtvého. Záchrana nepřišla včas. V souladu s jeho poslední vůlí je ponecháno Revovo tělo ve věčně obíhajícím modulu. Jeho oběť ale nebyla marná, dobývání kosmu pokračuje a záhy jsou vystavěny kosmické stanice. Velitelem jedné z nich, poněkud neuctivě nazvané Kobliha se stane kpt. Pickrell, jenž je povýšen do hodnosti plukovníka.
Když se vypravěč příběhu (novinář, známý Reva) na Times Square potká s mužem, který je Revovi velmi podobný, nevěřícně žasne. Muž se omluví, že zřejmě došlo k omylu a pokračuje dál. Novinář si uvědomí, že jej doprovázela nenápadná ochranka. Dojde mu, že celá mise s vysláním člověka do kosmu byla podvodem. Chytře naaranžovaný podfuk, který zahrál na city obyvatelstva a zajistil masivní podporu pro lety do vesmíru. Rev ve vesmíru nikdy nebyl a nyní žije s novou identitou. V modulu byla instalována pouze vysílačka se záznamem jeho hlasu.

## Adaptace
1. února 1956 odvysílala rozhlasová stanice NBC volnou dramatizaci povídky The Cave of Night ve své sci-fi sérii X Minus One. Byla to 37. epizoda z celkových 127. Pojednává o astronautovi a jeho letu na Mars, jenž se během cesty dostane do problémů a ztratí šanci na záchranu.